# Michaela Haug
Michaela Haug (* 1976 in Baden-Baden) ist eine deutsche Ethnologin.

## Leben
Von 1995 bis 2003 studierte sie Ethnologie, Kunstgeschichte, Malaiologie und Philosophie in Karlsruhe, Köln und Yogyakarta und erwarb einen Magister Artium an der Universität zu Köln mit einer Arbeit Ressourcenwahrnehmung und Bodenrecht der Dayak Benuaq in Ost-Kalimantan, Indonesien: Ein Fallbeispiel aus Engkuni Pasek (Auszeichnung mit dem Fakultätspreis).
Von 2003 bis 2006 war sie Wissenschaftliche Mitarbeiterin am Institut für Ethnologie der Albert-Ludwigs-Universität Freiburg und engagierte sich in dem interdisziplinären Forschungsprojekte Making Local Government more Responsive to the Poor: Developing Indicators and Tools to Support Sustainable Livelihood under Decentralization, dass von Center for International Forestry Research (CIFOR) in Zusammenarbeit mit der Universität Freiburg durchgeführt wurde. 2007 wechselte sie als Wissenschaftliche Mitarbeiterin an das Institut für Ethnologie der Universität zu Köln. 2009 wurde sie in Freiburg mit der Dissertation Poverty and Decentralisation in East Kalimantan: The Impact of Regional Autonomy on Dayak Benuaq Wellbeing (summa cum laude) promoviert. Von 2015 bis 2022 war sie Senior Researcher am Global South Studies Center der Universität zu Köln. 2021 habilitierte sich Haug in Köln mit der Habilitationsschrift Living on a Resource Frontier: Power, Gender and Future Making in Indonesian Borneo. Haug hatte eine Gastprofessur am Institut für Sozial- und Kulturanthropologie der Freien Universität Berlin (2022) sowie eine Vertretung einer Professur am Institut für Ethnologie der Albert-Ludwigs-Universität Freiburg (2022/2023) inne.
Im Februar 2023 wurde sie auf die Professur am Institut für Ethnologie der Albert-Ludwigs-Universität Freiburg berufen. Sie ist zudem geschäftsführende Direktorin des Freiburger Instituts für Ethnologie.
Ihre regionalen Forschungsschwerpunkte sind Asien/Südostasien/Indonesien und Namibia. Ihre thematischen Forschungsschwerpunkte sind Umweltethnologie, politische Ökologie, Sozioökonomie, Ethnologie der Zukunft und Theorien und Methoden.
Sie engagiert sich in der Deutschen Gesellschaft für Sozial- und Kulturanthropologie (DGSKA) sowie in dem Arbeitskreis Südostasien der Deutschen Gesellschaft für Geographie (DGfG), Deutsch-Indonesische Gesellschaft (DIG), European Association of Southeast Asian Studies (EuroSEAS), European Association of Social Anthropology (EASA). Sie ist als Gutachterin in zahlreichen Fachorganisationen wie der Deutschen Forschungsgemeinschaft (DFG) tätig.

## Publikationen (Auswahl)

### Monographien
- Poverty and decentralisation in East Kalimantan: the impact of regional autonomy on Dayak Benuaq wellbeing. Zugl. Dissertation Universität Freiburg 2009. Centaurus Verlag, Freiburg im Br. 2010, ISBN 978-3-8255-0770-1. Rezension

### Herausgeberwerke
- mit Rosalie Stolz: Ethnographic encounters: essays in honour of Martin Rössler. Rüdiger Köppe Verlag, Köln 2022, ISBN 978-3-89645-512-3.
- mit Fabienne Braukmann, Katja Metzmacher. Rosalie Stolz: Being a Parent in the Field: Implications and Challenges of Accompanied Fieldwork. Transcript Verlag, Bielefeld 2020. ISBN 978-3-8394-4831-1.
- mit Cathrin Arenz, Stefan Seitz, Oliver Venz: Continuity under Change in Dayak Societies. Springer Fachmedien Wiesbaden, Wiesbaden 2017, ISBN 978-3-658-18295-3.